# Seznam premiérů Francie
Seznam premiérů Francie obsahuje držitele titulů: Premier ministre, Chefs de gouvernement a Présidents du Conseil français, tradičně považované za francouzské předsedy vlády. Obvykle se uvádí, že funkce premiéra Francie jako taková vznikla 9. července 1815 a jejím prvním držitelem byl Charles Maurice de Talleyrand-Périgord.
| Strana předsedy vlády                  | Jméno                                                 | Období    | Vláda                                         | Strana hlavy státu | Pod prezidentem, králem či císařem |
| -------------------------------------- | ----------------------------------------------------- | --------- | --------------------------------------------- | ------------------ | ---------------------------------- |
| Starý režim                            |                                                       |           |                                               |                    |                                    |
|                                        | Anne de Montmorency                                   | 1515–1541 |                                               |                    | František I.                       |
|                                        | Claude d'Annebault                                    | 1541–1547 |                                               |                    | František I.                       |
|                                        | Anne de Montmorency                                   | 1547–1557 |                                               |                    | Jindřich II.                       |
|                                        | Bez předsedy vlády                                    | 1557–1559 |                                               |                    | Jindřich II.                       |
|                                        | František de Guise                                    | 1559–1560 |                                               |                    | František II.                      |
|                                        | Michel de L'Hospital                                  | 1560–1573 |                                               |                    | Karel IX.                          |
|                                        | René de Birague                                       | 1574–1583 |                                               |                    | Jindřich III.                      |
|                                        | Philippe Hurault de Cheverny                          | 1583–1588 |                                               |                    | Jindřich III.                      |
|                                        | Bez předsedy vlády                                    | 1588–1589 |                                               |                    | Jindřich III.                      |
|                                        | Maximilien de Béthune                                 | 1589–1611 |                                               |                    | Jindřich IV.                       |
|                                        | Nicolas de Neufville de Villeroy                      | 1611–1616 |                                               |                    | Ludvík XIII.                       |
|                                        | Concino Concini                                       | 1616–1617 |                                               |                    | Ludvík XIII.                       |
|                                        | Charles d'Albert                                      | 1617–1621 |                                               |                    | Ludvík XIII.                       |
|                                        | Bez předsedy vlády                                    | 1621–1624 |                                               |                    | Ludvík XIII.                       |
|                                        | Armand-Jean du Plessis de Richelieu                   | 1624–1642 | Vláda kardinála Richelieu                     |                    | Ludvík XIII.                       |
|                                        | Jules Mazarin                                         | 1642–1661 | Vláda kardinála Mazarina                      |                    | Ludvík XIV.                        |
|                                        | Bez předsedy vlády                                    | 1661–1715 |                                               |                    | Ludvík XIV.                        |
|                                        | Guillaume Dubois                                      | 1715–1723 | Vláda kardinála Guillauma Duboise             |                    | Ludvík XV.                         |
|                                        | Filip II. Orleánský                                   | 1723–1723 |                                               |                    | Ludvík XV.                         |
|                                        | Louis Henri de Bourbon-Condé                          | 1723–1726 | Vláda Louise Henriho                          |                    | Ludvík XV.                         |
|                                        | André Hercule de Fleury                               | 1726–1743 | Vláda kardinála Andrého Hercula de Fleury     |                    | Ludvík XV.                         |
|                                        | Bez předsedy vlády                                    | 1743–1758 |                                               |                    | Ludvík XV.                         |
|                                        | Étienne François de Choiseul                          | 1758–1770 |                                               |                    | Ludvík XV.                         |
|                                        | René-Nicolas de Maupeou                               | 1770–1774 |                                               |                    | Ludvík XV.                         |
|                                        | Anne Robert Jacques Turgot                            | 1774–1776 | Vláda Anne Roberta Jacquese Turgota           |                    | Ludvík XVI.                        |
|                                        | Jean-Frédéric Phélypeaux de Maurepas                  | 1776–1781 |                                               |                    | Ludvík XVI.                        |
|                                        | Charles Gravier de Vergennes                          | 1781–1787 |                                               |                    | Ludvík XVI.                        |
|                                        | Étienne Charles de Loménie de Brienne                 | 1787–1788 |                                               |                    | Ludvík XVI.                        |
|                                        | Jacques Necker                                        | 1788–1789 |                                               |                    | Ludvík XVI.                        |
|                                        | Louis Auguste Le Tonnelier de Breteuil                | 1789–1789 |                                               |                    | Ludvík XVI.                        |
|                                        | Jacques Necker                                        | 1789–1790 |                                               |                    | Ludvík XVI.                        |
|                                        | Armand Marc de Montmorin Saint-Hérem                  | 1790–1791 |                                               |                    | Ludvík XVI.                        |
| První republika                        |                                                       |           |                                               |                    |                                    |
|                                        | Bez předsedy vlády                                    | 1792–1804 |                                               |                    | Konvent, Direktorium, Konzulát     |
| První císařství                        |                                                       |           |                                               |                    |                                    |
|                                        | Bez předsedy vlády                                    | 1804–1814 |                                               |                    | Napoleon Bonaparte                 |
| První restaurace                       |                                                       |           |                                               |                    |                                    |
|                                        | Charles Maurice de Talleyrand-Périgord                | 1814–1814 |                                               |                    | Ludvík XVIII.                      |
|                                        | Pierre Louis Jean Casimir de Blacas                   | 1814–1815 |                                               |                    | Ludvík XVIII.                      |
| Sto dní                                |                                                       |           |                                               |                    |                                    |
|                                        | Bez předsedy vlády                                    | 1815–1815 |                                               |                    | Napoleon Bonaparte                 |
|                                        | Joseph Fouché                                         | 1815–1815 |                                               |                    | Napoleon II.                       |
| Druhá restaurace                       |                                                       |           |                                               |                    |                                    |
|                                        | Charles Maurice de Talleyrand-Périgord                | 1815–1815 | Vláda Charlese Maurice de Talleyrand-Périgord |                    | Ludvík XVIII.                      |
|                                        | Armand-Emmanuel du Plessis de Richelieu               | 1815–1818 | Vláda Armanda du Plessis de Richelieu (1)     |                    | Ludvík XVIII.                      |
|                                        | Jean-Joseph Dessolles                                 | 1818 1819 |                                               |                    | Ludvík XVIII.                      |
|                                        | Élie Decazes                                          | 1819 1820 |                                               |                    | Ludvík XVIII.                      |
|                                        | Armand-Emmanuel du Plessis de Richelieu               | 1820 1821 |                                               |                    | Ludvík XVIII.                      |
|                                        | Joseph de Villèle                                     | 1821 1828 |                                               |                    | Karel X.                           |
|                                        | Jean-Baptiste Sylvère Gaye de Martignac               | 1828 1829 |                                               |                    | Karel X.                           |
|                                        | Jules de Polignac                                     | 1829 1830 |                                               |                    | Karel X.                           |
|                                        | Casimir-Louis-Victurnien de Rochechouart de Mortemart | 1830 1830 |                                               |                    | Karel X.                           |
| Červencová monarchie                   |                                                       |           |                                               |                    |                                    |
|                                        | Jacques Laffitte                                      | 1830 1831 |                                               |                    | Ludvík Filip                       |
|                                        | Casimir Pierre Périer                                 | 1831 1832 |                                               |                    | Ludvík Filip                       |
|                                        | Nicolas Jean de Dieu Soult                            | 1832 1834 |                                               |                    | Ludvík Filip                       |
|                                        | Étienne Maurice Gérard                                | 1834 1834 |                                               |                    | Ludvík Filip                       |
|                                        | Hugues-Bernard Maret                                  | 1834 1834 |                                               |                    | Ludvík Filip                       |
|                                        | Édouard Adolphe Casimir Joseph Mortier                | 1834 1835 |                                               |                    | Ludvík Filip                       |
|                                        | Victor de Broglie                                     | 1835 1836 |                                               |                    | Ludvík Filip                       |
|                                        | Adolphe Thiers                                        | 1836 1836 |                                               |                    | Ludvík Filip                       |
|                                        | Louis-Mathieu Molé                                    | 1836 1839 |                                               |                    | Ludvík Filip                       |
|                                        | Nicolas Jean de Dieu Soult                            | 1839 1840 |                                               |                    | Ludvík Filip                       |
|                                        | Adolphe Thiers                                        | 1840 1840 |                                               |                    | Ludvík Filip                       |
|                                        | Nicolas Jean de Dieu Soult                            | 1840 1847 |                                               |                    | Ludvík Filip                       |
|                                        | François Guizot                                       | 1847 1848 |                                               |                    | Ludvík Filip                       |
|                                        | Louis-Mathieu Molé                                    | 1848 1848 |                                               |                    | Ludvík Filip                       |
| Druhá republika                        |                                                       |           |                                               |                    |                                    |
|                                        | Jacques-Charles Dupont de l'Eure                      | 1848 1848 |                                               |                    |                                    |
|                                        | François Arago                                        | 1848 1848 |                                               |                    |                                    |
|                                        | Louis-Eugène Cavaignac                                | 1848 1848 |                                               |                    |                                    |
|                                        | Odilon Barrot                                         | 1848–1849 |                                               |                    | Ludvík Napoleon Bonaparte          |
|                                        | Alphonse Henri d'Hautpoul                             | 1849 1851 |                                               |                    | Ludvík Napoleon Bonaparte          |
|                                        | Léon Faucher                                          | 1851 1851 |                                               |                    | Ludvík Napoleon Bonaparte          |
| Druhé císařství                        |                                                       |           |                                               |                    |                                    |
|                                        | Bez předsedy vlády                                    | 1852–1869 |                                               |                    | Napoleon III.                      |
|                                        | Émile Ollivier                                        | 1869–1870 | Vláda Emila Olliviera                         |                    | Napoleon III.                      |
|                                        | Charles Cousin-Montauban                              | 1870 1870 |                                               |                    | Napoleon III.                      |
| Třetí republika                        |                                                       |           |                                               |                    |                                    |
|                                        | Louis-Jules Trochu                                    | 1870 1871 |                                               |                    |                                    |
|                                        | Jules Armand Dufaure                                  | 1871–1873 | Vláda Armanda Dufaura                         |                    | Adolphe Thiers                     |
|                                        | Albert de Broglie                                     | 1873–1874 | Vláda Alberta de Broglie                      |                    | Patrice de Mac-Mahon               |
|                                        | Ernest Courtot de Cissey                              | 1874–1875 |                                               |                    | Patrice de Mac-Mahon               |
|                                        | Louis Buffet                                          | 1875–1876 | Vláda Louise Buffeta                          |                    | Patrice de Mac-Mahon               |
|                                        | Jules Armand Dufaure                                  | 1876–1876 | Vláda Armanda Dufaura                         |                    | Patrice de Mac-Mahon               |
|                                        | Jules Simon                                           | 1876–1877 | Vláda Julese Simona                           |                    | Patrice de Mac-Mahon               |
|                                        | Albert de Broglie                                     | 1877–1877 | Vláda Alberta de Broglie                      |                    | Patrice de Mac-Mahon               |
|                                        | Gaëtan de Rochebouët                                  | 1877–1877 | Vláda Gaétana de Rochebouët                   |                    | Patrice de Mac-Mahon               |
|                                        | Jules Armand Dufaure                                  | 1877–1879 | Vláda Armanda Dufaura                         |                    | Patrice de Mac-Mahon               |
|                                        | William Henry Waddington                              | 1879–1879 | Vláda Williama Henryho Waddingtona            |                    | Jules Grévy                        |
|                                        | Charles de Freycinet                                  | 1879–1880 | Vláda Charlese de Freycinet                   |                    | Jules Grévy                        |
|                                        | Jules Ferry                                           | 1880–1881 | Vláda Julese Ferryho                          |                    | Jules Grévy                        |
|                                        | Léon Gambetta                                         | 1881–1882 | Vláda Léona Gambetty                          |                    | Jules Grévy                        |
|                                        | Charles de Freycinet                                  | 1882–1882 | Vláda Charlese de Freycinet                   |                    | Jules Grévy                        |
|                                        | Charles Duclerc                                       | 1882–1883 | Vláda Charlese Duclerca                       |                    | Jules Grévy                        |
|                                        | Armand Fallières                                      | 1883–1883 | Vláda Armanda Fallièrese                      |                    | Jules Grévy                        |
|                                        | Jules Ferry                                           | 1883–1885 | Vláda Julese Ferryho                          |                    | Jules Grévy                        |
|                                        | Henri Brisson                                         | 1885–1886 | Vláda Henriho Brissona                        |                    | Jules Grévy                        |
|                                        | Charles de Freycinet                                  | 1886–1886 | Vláda Charlese de Freycinet                   |                    | Jules Grévy                        |
|                                        | René Goblet                                           | 1886–1887 | Vláda Reného Gobleta                          |                    | Jules Grévy                        |
|                                        | Maurice Rouvier                                       | 1887–1887 | Vláda Maurice Rouviera                        |                    | Jules Grévy                        |
|                                        | Pierre Tirard                                         | 1887–1888 | Vláda Pierra Tirarda                          |                    | Sadi Carnot                        |
|                                        | Charles Floquet                                       | 1888–1889 | Vláda Charlese Floqueta                       |                    | Sadi Carnot                        |
|                                        | Pierre Tirard                                         | 1889–1890 | Vláda Pierra Tirarda                          |                    | Sadi Carnot                        |
|                                        | Charles de Freycinet                                  | 1890–1892 | Vláda Charlese de Freycinet                   |                    | Sadi Carnot                        |
|                                        | Émile Loubet                                          | 1892–1892 | Vláda Emila Loubeta                           |                    | Sadi Carnot                        |
|                                        | Alexandre Ribot                                       | 1892–1893 | Vláda Alexandra Ribota                        |                    | Sadi Carnot                        |
|                                        | Charles Dupuy                                         | 1893–1893 | Vláda Charlese Dupuye                         |                    | Sadi Carnot                        |
|                                        | Jean Casimir-Perier                                   | 1893–1894 | Vláda Jeana Casimir-Periera                   |                    | Sadi Carnot                        |
|                                        | Charles Dupuy                                         | 1894–1894 | Vláda Charlese Dupuye                         |                    | Sadi Carnot                        |
|                                        | Charles Dupuy                                         | 1894–1895 | Vláda Charlese Dupuye                         |                    | Jean Casimir-Perier                |
|                                        | Alexandre Ribot                                       | 1895–1895 | Vláda Alexandra Ribota                        |                    | Félix Faure                        |
|                                        | Léon Bourgeois                                        | 1895–1896 | Vláda Léona Bourgeoise                        |                    | Félix Faure                        |
|                                        | Jules Méline                                          | 1896–1898 | Vláda Julese Mélina                           |                    | Félix Faure                        |
|                                        | Henri Brisson                                         | 1898–1898 | Vláda Henriho Brissona                        |                    | Félix Faure                        |
|                                        | Charles Dupuy                                         | 1898–1899 | Vláda Charlese Dupuye                         |                    | Félix Faure                        |
|                                        | Charles Dupuy                                         | 1898–1899 | Vláda Charlese Dupuye                         | AD                 | Émile Loubet                       |
|                                        | Pierre Waldeck-Rousseau                               | 1899–1902 | Vláda Pierra Waldeck-Rousseaua                | AD                 | Émile Loubet                       |
| PR                                     | Émile Combes                                          | 1902–1904 | Vláda Emila Combese                           | AD                 | Émile Loubet                       |
|                                        | Maurice Rouvier                                       | 1905–1906 | Vláda Maurice Rouviera                        | AD                 | Armand Fallières                   |
|                                        | Ferdinand Sarrien                                     | 1906–1906 | Vláda Ferdinanda Sarriena                     | AD                 | Armand Fallières                   |
| PR                                     | Georges Clemenceau                                    | 1906–1909 | Vláda Georgese Clemenceaua                    | AD                 | Armand Fallières                   |
|                                        | Aristide Briand                                       | 1909–1911 | Vláda Aristide Briand                         | AD                 | Armand Fallières                   |
|                                        | Ernest Monis                                          | 1911–1911 | Vláda Ernesta Monise                          | AD                 | Armand Fallières                   |
| PR                                     | Joseph Caillaux                                       | 1911–1912 | Vláda Josepha Caillauxe                       | AD                 | Armand Fallières                   |
|                                        | Raymond Poincaré                                      | 1912–1913 | Vláda Raymonda Poincarého                     | AD                 | Armand Fallières                   |
|                                        | Aristide Briand                                       | 1913–1913 | Vláda Aristida Brianda                        | AD                 | Armand Fallières                   |
|                                        | Aristide Briand                                       | 1913–1913 | Vláda Aristida Brianda                        | AD                 | Raymond Poincaré                   |
| AD                                     | Louis Barthou                                         | 1913–1913 | Vláda Louise Barthoua                         | AD                 | Raymond Poincaré                   |
| PR                                     | Gaston Doumergue                                      | 1913–1914 | Vláda Gastona Doumergua (1)                   | AD                 | Raymond Poincaré                   |
|                                        | Alexandre Ribot                                       | 1914–1914 | Vláda Alexandra Ribota (4)                    | AD                 | Raymond Poincaré                   |
|                                        | René Viviani                                          | 1914–1915 | Vláda Reného Viviani (1) a (2)                | AD                 | Raymond Poincaré                   |
|                                        | Aristide Briand                                       | 1915–1917 | Vláda Aristida Brianda (5) a (6)              | AD                 | Raymond Poincaré                   |
|                                        | Alexandre Ribot                                       | 1917–1917 | Vláda Alexandra Ribota (5)                    | AD                 | Raymond Poincaré                   |
|                                        | Paul Painlevé                                         | 1917–1917 | Vláda Paula Painlevého (1)                    | AD                 | Raymond Poincaré                   |
| PR                                     | Georges Clemenceau                                    | 1917–1920 | Vláda Georgese Clemanceaua (2)                | AD                 | Raymond Poincaré                   |
|                                        | Alexandre Millerand                                   | 1920–1920 | Vláda Alexandra Milleranda (1)                | AD                 | Raymond Poincaré                   |
|                                        | Alexandre Millerand                                   | 1920–1920 | Vláda Alexandra Milleranda (2)                | AD                 | Paul Deschanel                     |
| AD                                     | Georges Leygues                                       | 1920–1921 | Vláda Georgese Leyguese                       |                    | Alexandre Millerand                |
|                                        | Aristide Briand                                       | 1921–1922 | Vláda Aristida Brianda (7)                    |                    | Alexandre Millerand                |
| AD                                     | Raymond Poincaré                                      | 1922–1924 | Vláda Raymonda Poincarého (2) a (3)           |                    | Alexandre Millerand                |
|                                        | Frédéric François-Marsal                              | 1924–1924 | Vláda Frédérica François-Marsala              |                    | Alexandre Millerand                |
| PR                                     | Édouard Herriot                                       | 1924–1925 | Vláda Édouarda Herriota (1)                   | PR                 | Gaston Doumergue                   |
|                                        | Paul Painlevé                                         | 1925–1925 | Vláda Paula Painlevého (2) a (3)              | PR                 | Gaston Doumergue                   |
|                                        | Aristide Briand                                       | 1925–1926 | Vláda Aristida Brianda (8), (9) a (10)        | PR                 | Gaston Doumergue                   |
| PR                                     | Édouard Herriot                                       | 1926–1926 | Vláda Édouarda Herriota (2)                   | PR                 | Gaston Doumergue                   |
| AD                                     | Raymond Poincaré                                      | 1926–1929 | Vláda Raymonda Poincarého (4) a (5)           | PR                 | Gaston Doumergue                   |
|                                        | Aristide Briand                                       | 1929–1929 | Vláda Aristida Brianda (11)                   | PR                 | Gaston Doumergue                   |
| AD                                     | André Tardieu                                         | 1929–1930 | Vláda Andrého Tardieua (1)                    | PR                 | Gaston Doumergue                   |
| PR                                     | Camille Chautemps                                     | 1930–1930 | Vláda Camille Chautempse (1)                  | PR                 | Gaston Doumergue                   |
| AD                                     | André Tardieu                                         | 1930–1930 | Vláda Andrého Tardieua (2)                    | PR                 | Gaston Doumergue                   |
| PR                                     | Théodore Steeg                                        | 1930–1931 | Vláda Théodora Steega                         | PR                 | Gaston Doumergue                   |
|                                        | Pierre Laval                                          | 1931–1931 | Vláda Pierra Lavala (1)                       | PR                 | Gaston Doumergue                   |
|                                        | Pierre Laval                                          | 1931–1932 | Vláda Pierra Lavala a (3)                     | PR                 | Paul Doumer                        |
| AD                                     | André Tardieu                                         | 1932–1932 | Vláda Andrého Tardieua (3)                    | PR                 | Paul Doumer                        |
| PR                                     | Édouard Herriot                                       | 1932–1932 | Vláda Édouarda Herriota (3)                   | AD                 | Albert Lebrun (1. mandát)          |
|                                        | Joseph Paul-Boncour                                   | 1932–1933 | Vláda Josepha Paul-Boncoura                   | AD                 | Albert Lebrun (1. mandát)          |
| PR                                     | Édouard Daladier                                      | 1933–1933 | Vláda Édouarda Daladiera (1)                  | AD                 | Albert Lebrun (1. mandát)          |
| PR                                     | Albert Sarraut                                        | 1933–1933 | Vláda Alberta Sarrauta (1)                    | AD                 | Albert Lebrun (1. mandát)          |
| PR                                     | Camille Chautemps                                     | 1933–1934 | Vláda Camille Chautempse (2)                  | AD                 | Albert Lebrun (1. mandát)          |
| PR                                     | Édouard Daladier                                      | 1934–1934 | Vláda Édouarda Daladiera (2)                  | AD                 | Albert Lebrun (1. mandát)          |
| PR                                     | Gaston Doumergue                                      | 1934–1935 | Vláda Gastona Doumergua (2)                   | AD                 | Albert Lebrun (1. mandát)          |
| AD                                     | Pierre-Étienne Flandin                                | 1934–1935 | Vláda Pierra-Étienna Flandina (1)             | AD                 | Albert Lebrun (1. mandát)          |
| PR                                     | Fernand Bouisson                                      | 1935–1935 | Vláda Fernanda Bouissona                      | AD                 | Albert Lebrun (1. mandát)          |
|                                        | Pierre Laval                                          | 1935–1936 | Vláda Pierra Lavala (4)                       | AD                 | Albert Lebrun (1. mandát)          |
| PR                                     | Albert Sarraut                                        | 1936–1936 | Vláda Alberta Sarrauta (2)                    | AD                 | Albert Lebrun (1. mandát)          |
| SFIO                                   | Léon Blum                                             | 1936–1937 | Vláda Léona Bluma (1)                         | AD                 | Albert Lebrun (1. mandát)          |
| PR                                     | Camille Chautemps                                     | 1937–1938 | Vláda Camille Chautempse (3) et (4)           | AD                 | Albert Lebrun (1. mandát)          |
| SFIO                                   | Léon Blum                                             | 1938–1938 | Vláda Léona Bluma (2)                         | AD                 | Albert Lebrun (1. mandát)          |
| PR                                     | Édouard Daladier                                      | 1938–1940 | Vláda Édouarda Daladiera (3)                  | AD                 | Albert Lebrun (1. mandát)          |
| PR                                     | Édouard Daladier                                      | 1938–1940 | Vláda Édouarda Daladiera (4) a (5)            | AD                 | Albert Lebrun (2. mandát)          |
| BN                                     | Paul Reynaud                                          | 1940–1940 | Vláda Paula Reynauda                          | AD                 | Albert Lebrun (2. mandát)          |
|                                        | Philippe Pétain                                       | 1940–1940 | Vláda Philippa Pétaina                        | AD                 | Albert Lebrun (2. mandát)          |
| Francouzský stát                       |                                                       |           |                                               |                    |                                    |
|                                        | Pierre Laval                                          | 1940–1940 | Vláda Pierra Lavala (5)                       |                    | Philippe Pétain                    |
|                                        | Pierre-Étienne Flandin                                | 1940–1941 | Vláda Pierra-Étienna Flandina (2)             |                    | Philippe Pétain                    |
|                                        | François Darlan                                       | 1941–1942 | Vláda Françoise Darlana                       |                    | Philippe Pétain                    |
|                                        | Pierre Laval                                          | 1942–1944 | Vláda Pierra Lavala (6)                       |                    | Philippe Pétain                    |
| Provizorní vláda Francouzské republiky |                                                       |           |                                               |                    |                                    |
| MRP                                    | Charles de Gaulle                                     | 1944–1946 | Vláda Charlese de Gaulla (1) a (2)            |                    |                                    |
| SFIO                                   | Félix Gouin                                           | 1946–1946 | Vláda Félixe Gouina                           |                    |                                    |
| MRP                                    | Georges Bidault                                       | 1946–1946 | Vláda Georgese Bidaulta (1)                   |                    |                                    |
| SFIO                                   | Léon Blum                                             | 1946–1947 | Vláda Léona Bluma (3)                         |                    |                                    |
| Čtvrtá republika                       |                                                       |           |                                               |                    |                                    |
| SFIO                                   | Paul Ramadier                                         | 1947–1947 | Vláda Paula Ramadiera                         | SFIO               | Vincent Auriol                     |
| MRP                                    | Robert Schuman                                        | 1947–1948 | Vláda Roberta Schumana                        | SFIO               | Vincent Auriol                     |
| PR                                     | André Marie                                           | 1948–1948 | Vláda Andrého Marieho                         | SFIO               | Vincent Auriol                     |
| MRP                                    | Robert Schuman                                        | 1948–1948 | Vláda Roberta Schumana                        | SFIO               | Vincent Auriol                     |
| PR                                     | Henri Queuille                                        | 1948–1949 | Vláda Henriho Queuille (1)                    | SFIO               | Vincent Auriol                     |
| MRP                                    | Georges Bidault                                       | 1949–1950 | Vláda Georgese Bidaulta (2) a (3)             | SFIO               | Vincent Auriol                     |
| PR                                     | Henri Queuille                                        | 1950–1950 | Vláda Henriho Queuille (2)                    | SFIO               | Vincent Auriol                     |
| UDSR                                   | René Pleven                                           | 1950–1951 | Vláda Reného Plevena (1)                      | SFIO               | Vincent Auriol                     |
| PR                                     | Henri Queuille                                        | 1951–1951 | Vláda Henriho Queuille (3)                    | SFIO               | Vincent Auriol                     |
| UDSR                                   | René Pleven                                           | 1951–1952 | Vláda Reného Plevena (2)                      | SFIO               | Vincent Auriol                     |
| PR                                     | Edgar Faure                                           | 1952–1952 | Vláda Edgara Faura                            | SFIO               | Vincent Auriol                     |
| CNIP                                   | Antoine Pinay                                         | 1952–1952 | Vláda Antoina Pinaye                          | SFIO               | Vincent Auriol                     |
| PR                                     | René Mayer                                            | 1953–1953 | Vláda Reného Mayera                           | SFIO               | Vincent Auriol                     |
| CNIP                                   | Joseph Laniel                                         | 1953–1954 | Vláda Josepha Laniela                         | SFIO               | Vincent Auriol                     |
| PR                                     | Pierre Mendès France                                  | 1954–1955 | Vláda Pierra Mendèse France                   | CNIP               | René Coty                          |
| PR                                     | Edgar Faure                                           | 1955–1956 | Vláda Edgara Faura                            | CNIP               | René Coty                          |
| SFIO                                   | Guy Mollet                                            | 1956–1957 | Vláda Guye Molleta                            | CNIP               | René Coty                          |
| PR                                     | Maurice Bourgès-Maunoury                              | 1957–1957 | Vláda Maurice Bourgès-Maunouryho              | CNIP               | René Coty                          |
| PR                                     | Félix Gaillard                                        | 1957–1958 | Vláda Félixe Gaillarda                        | CNIP               | René Coty                          |
| MRP                                    | Pierre Pflimlin                                       | 1958–1958 | Vláda Pierra Pflimlina                        | CNIP               | René Coty                          |
| RPF                                    | Charles de Gaulle                                     | 1958–1959 | Vláda Charlese de Gaulla (3)                  | CNIP               | René Coty                          |
| Pátá republika                         |                                                       |           |                                               |                    |                                    |
| UNR                                    | Michel Debré                                          | 1959–1962 | Vláda Michela Debrého                         | RPF                | Charles de Gaulle (1. mandát)      |
| UNR                                    | Georges Pompidou                                      | 1962–1965 | Vláda Georgese Pompidoua (1) a (2)            | RPF                | Charles de Gaulle (1. mandát)      |
| UNR                                    | Georges Pompidou                                      | 1965–1968 | Vláda Georges Pompidou (2), (3), (4) a (5)    | RPF                | Charles de Gaulle (2. mandát)      |
| UDR                                    | Maurice Couve de Murville                             | 1968–1969 | Vláda Maurice Couveho de Murville             | RPF                | Charles de Gaulle (2. mandát)      |
| UDR                                    | Jacques Chaban-Delmas                                 | 1969–1972 | Vláda Jacquese Chaban-Delmase                 | UDR                | Georges Pompidou                   |
| UDR                                    | Pierre Messmer                                        | 1972–1974 | Vláda Pierra Messmera (1), (2) a (3)          | UDR                | Georges Pompidou                   |
| UDR                                    | Jacques Chirac                                        | 1974–1976 | Vláda Jacquese Chiraca (1)                    | FNRI UDF           | Valéry Giscard d'Estaing           |
| UDF                                    | Raymond Barre                                         | 1976–1981 | Vláda Raymonda Barreho (1), (2) a (3)         | FNRI UDF           | Valéry Giscard d'Estaing           |
| PS                                     | Pierre Mauroy                                         | 1981–1984 | Vláda Pierre Mauroy (1), (2) a (3)            | PS                 | François Mitterrand (1. mandát)    |
| PS                                     | Laurent Fabius                                        | 1984–1986 | Vláda Laurenta Fabiuse                        | PS                 | François Mitterrand (1. mandát)    |
| RPR                                    | Jacques Chirac                                        | 1986–1988 | Vláda Jacquese Chiraca (2)                    | PS                 | François Mitterrand (1. mandát)    |
| PS                                     | Michel Rocard                                         | 1988–1991 | Vláda Michela Rocarda (1) a (2)               | PS                 | François Mitterrand (2. mandát)    |
| PS                                     | Édith Cressonová                                      | 1991–1992 | Vláda Édith Cressonové                        | PS                 | François Mitterrand (2. mandát)    |
| PS                                     | Pierre Bérégovoy                                      | 1992–1993 | Vláda Pierra Bérégovoye                       | PS                 | François Mitterrand (2. mandát)    |
| RPR                                    | Édouard Balladur                                      | 1993–1995 | Vláda Édouarda Balladura                      | PS                 | François Mitterrand (2. mandát)    |
| RPR                                    | Alain Juppé                                           | 1995–1997 | Vláda Alaina Juppého (1) a (2)                | RPR                | Jacques Chirac (1. mandát)         |
| PS                                     | Lionel Jospin                                         | 1997–2002 | Vláda Lionela Jospina                         | RPR                | Jacques Chirac (1. mandát)         |
| UMP                                    | Jean-Pierre Raffarin                                  | 2002–2005 | Vláda Jeana-Pierra Raffarina (1), (2) a (3)   | UMP                | Jacques Chirac (2. mandát)         |
| UMP                                    | Dominique de Villepin                                 | 2005–2007 | Vláda Dominiqua de Villepin                   | UMP                | Jacques Chirac (2. mandát)         |
| UMP                                    | François Fillon                                       | 2007–2012 | Vláda Françoise Fillona                       | UMP                | Nicolas Sarkozy                    |
| PS                                     | Jean-Marc Ayrault                                     | 2012–2014 | Vláda Jeana-Marca Ayraulta (1) a (2)          | PS                 | François Hollande                  |
| PS                                     | Manuel Valls                                          | 2014–2016 | Vláda Manuela Vallse                          | PS                 | François Hollande                  |
| PS                                     | Bernard Cazeneuve                                     | 2016–2017 | Vláda Bernarda Cazeneuveho                    | PS                 | François Hollande                  |
| LR                                     | Édouard Philippe                                      | 2017–2020 | Vláda Édouarda Philippea (1) a (2)            | RE                 | Emmanuel Macron                    |
|                                        | Jean Castex                                           | 2020–2022 | Vláda Jeana Castexe                           | RE                 | Emmanuel Macron                    |
| RE                                     | Élisabeth Borneová                                    | 2022–2024 | Vláda Élisabeth Borneové                      | RE                 | Emmanuel Macron                    |
| RE                                     | Gabriel Attal                                         | 2024      | Vláda Gabriela Attala                         | RE                 | Emmanuel Macron                    |
| LR                                     | Michel Barnier                                        | 2024      | Vláda Michela Barniera                        | RE                 | Emmanuel Macron                    |
| UDF                                    | François Bayrou                                       | od 2024   | Vláda François Bayrou                         | RE                 | Emmanuel Macron                    |